# Glykoproteinhormon-Untereinheit A
Die α-Untereinheit der Glykoproteinhormone (CGA) ist die den vier Peptiden LH, FSH, TSH und CG gemeinsame, 92 Aminosäuren lange Protein-Untereinheit. Sie vereint sich jeweils mit einer der vier beta-Untereinheiten zum entsprechenden Peptidhormon.
Die aus dem englischen Sprachraum stammende Bezeichnung glycoprotein hormone für die genannten vier Peptide ist etwas unglücklich, da beispielsweise auch Erythropoetin (EPO) gleichzeitig ein Glykoprotein und ein Hormon ist, jedoch nicht zu dieser Proteinfamilie zählt.

## Biosynthese
CGA wird in denjenigen Geweben erzeugt, wo das entsprechende Hormon benötigt wird. Das Gen für CGA liegt auf Chromosom 6 und umfasst vier Exons und 9.610 Basenpaare. Das Transkript hat eine Länge von 710 Basen und das endgültige Peptid ist 92 Aminosäuren lang.